# Volcán somma
Un volcán somma (también a veces llamado simplemente somma) es una caldera volcánica que ha sido parcialmente ocupada por un nuevo cono central. El nombre proviene del Monte Somma, un estratovolcán la región de Campania en el sur de Italia, en cercanías de la ciudad de Nápoles, que se cree se formó hace más de 25 000 años. El volcán tiene una caldera colapsada de un volcán más antiguo,  en la cual se ha formado el cono del Monte Vesubio.

## Descripción
Un importante número de volcanes somma se encuentran en la península de Kamchatka en Rusia y en las Islas Kuriles que se extienden desde el extremo sur de Kamchatka hasta Hokkaidō (Japón).
Algunos ejemplos de volcanes somma son:
- Cosigüina,(Chinandega, Nicaragua)
- Caldera Aira, (Kyūshū, Japón)
- Ebeko, (Paramushir, Islas Kuriles, Rusia)
- Grupo Kolokol: Kolokol, Berg, Borzov, Trezubetz (Isla Urup, Islas Kuriles, Rusia)
- Medvezhia (Isla Iturup, Islas Kuriles, Rusia)
- Milne (Simushir, Islas Kuriles, Rusia)
- Teide, Tenerife, (Islas Canarias, España)
- Tyatya, (Kunashir, Islas Kuriles, Rusia)
- Urataman, (Simushir, Islas Kuriles, Rusia)
- Vesubio (Italia)
- Zarechny, (Península de Kamchatka, Rusia)